# Borieren
Borieren ist ein thermochemisches Randschichthärteverfahren zur Erzeugung einer verschleißbeständigen Oberfläche auf einem Werkstück. Es kann bei fast allen Stählen, Gusseisensorten und Sintereisen angewendet werden.
Das Verfahren beruht auf dem Einbringen von Bor in die Randzone eines Werkstoffs bei einer Temperatur zwischen 750 und 950 °C. Das Bor kann dabei pulver- oder pastenförmig vorliegen, in welche das Werkstück eingelegt wird. Bis in eine Tiefe von 250 µm bildet sich eine Boridschicht aus FeB und Fe2B, welche stängelartig nach oben wächst und eine gute Verankerung zum Stahl aufweist, jedoch auch eine Volumenzunahme der behandelten Randzone von ungefähr 25 % mit sich bringt. Zunehmender Anteil aller Legierungselemente im Stahl vermindert die Zähigkeit und die Bildung einer günstigen Struktur in der Boridschicht. Auf unlegierten Stählen entstehen daher bessere Schichten. Ebenso wird eine einphasige Schicht aus dem zäheren Fe2B angestrebt. Die hohe Prozesstemperatur verbietet ein Borieren gehärteter Werkstücke, und auch Stähle mit einem hohen Siliziumanteil können wegen der Unlöslichkeit des Kohlenstoffs und Siliziums in der Boridschicht nicht boriert werden. Diese Elemente würden unter die Boridschicht abgedrängt, und eine nicht austenitisierbare ferritische Schicht könnte sich bilden. Die erreichbare Härte beträgt bei FeB 2100 HV, bei Fe2B 2000 HV.